# کونکتیستا د سته
کونکتیستا د سته (به پرتغالی: Conquista d'Oeste) یک منطقهٔ مسکونی در برزیل است که در ماتو گروسو واقع شده‌است. کونکتیستا د سته ۴٬۱۰۱ نفر جمعیت دارد.